# عشيرة (مكة المكرمة)
عشيرة قرية سعودية، ومركز يتبع مركز عشيرة التابع لمحافظة الطائف في منطقة مكة المكرمة. تقع شمال الطائف بمسافة تقارب (75) كم.

## المناطق السياحية
منتزه عبد العزيز آل سعود بعشيرة التي اتخذها عبد العزيز آل سعود استراحةً ومحطة له يستريح
فيها عند مروره لأداء فريضتي الحج والعمرة حيث يطيب له
برودة هوائها العليل وعذوبة مائها وينعم بظلال أشجار وادي العقيق
الكثيفة، ودائماً ما يكون في معيته أبنائه البررة وحشدُ كبير من الوزراء والمستشارين
والمسئولين.
بقيت هذه المحطة وبقيت هذه الأثآر حتى كادت أن تختفي للأبد، إلى أن قدم خادم الحرمين عبد الله بن عبد العزيز آل سعود
إلى عشيرة حينما كان ولياً للعهد في فترة حكم خادم الحرمين الملك فهد
واسكنه فسيح جناته، بتاريخ 19 / 5 / 1422 هـ إبان افتتاح محطة توليد كهرباء
مناطق شمال الطائف .. ومن ثم قام بافتتاح منتزه الملك عبد العزيز
تقع الحديقة بمحاذاة عشيرة من الشمال وبوابتها
على طريق عشيرة المحاني.

## روابط خارجية
- موقع إمارة مكة المكرمة